# Boumi-Louetsi
Boumi-Louetsi ist ein Departement in der Provinz Ngounié in Gabun und liegt im Süden des Landes. Das Departement hatte 2013 etwa 13.000 Einwohner.

## Gliederung
- Mbigou